# Bryan Nesbitt
Bryan Nesbitt (Phoenix, 24 gennaio 1969) è un designer statunitense.

## Biografia

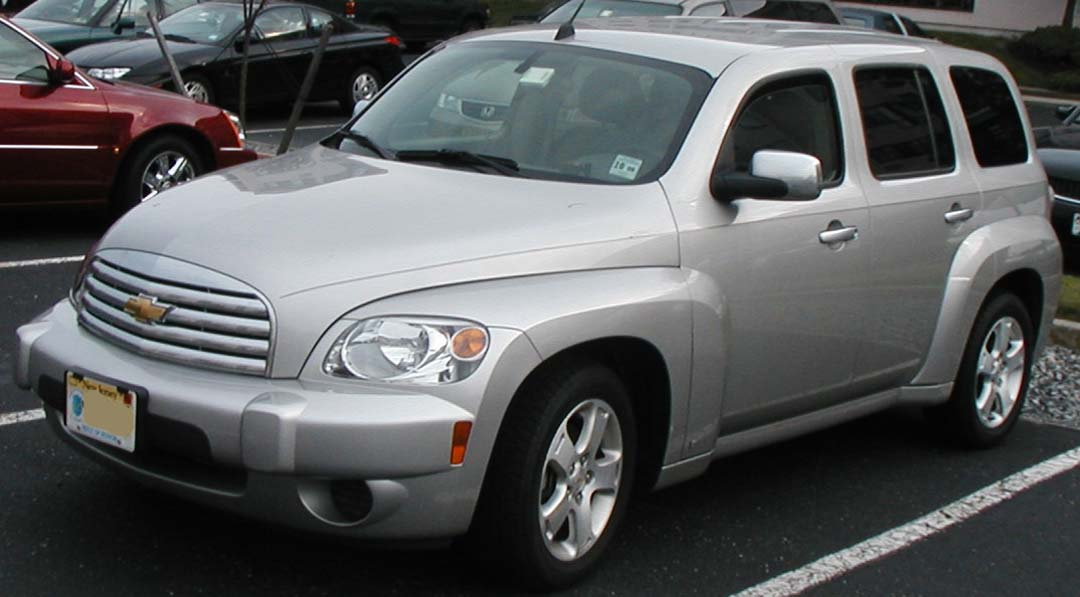
Una Chevrolet HHR, nata dalla mente di Nesbitt e del suo staff

Fin dall'infanzia, Nesbitt coltivava il sogno di divenire un designer automobilistico. In un'intervista, Nesbitt ricorda quell'epoca, in cui ancora bambino cominciava ad apprezzare il "made in USA" automobilistico. Terminati gli studi superiori, frequentò la facoltà di design industriale al Georgia Institute of Technology e conseguì nel 1993 la laurea in Design dei Trasporti alla Art Center College of Design di Pasadena (California).

Dal 1994 al 2001 lavorò presso la Chrysler, con la quale condivise l'esperienza della fusione con la Daimler-Benz nel gruppo DaimlerChrysler, avvenuta nel 1998. Qui Nesbitt diede preziosi contributi nel delineare l'aspetto definitivo di vetture come la Chrysler PT Cruiser del 2000.

Nel 2001 Nesbitt lasciò la Chrysler per la General Motors, dove divenne capo designer per il marchio Chevrolet. I primi mesi videro la creazione, da parte di Nesbitt, della Chevrolet HHR, una sorta di crossover simile alla PT Cuiser. Ma già all'inizio dell'anno seguente fu promosso direttore del design del gruppo GM, e venne indirizzato in Europa, dove curò la realizzazione dei modelli dei marchi europei sotto la General Motors, e cioè Saab, Opel e Vauxhall.

Nel 2007, Nesbitt ritorna negli States, dove viene nuovamente promosso, questa volta come vicepresidente del design General Motors nel Nordamerica. Ma la carriera di Nesbitti non finisce qui, perché nel luglio del 2009, diventa anche capo del design alla Cadillac.

Nel corso della sua carriera, così fruttuosa e ricca di successi, Nesbitt ha ottenuto anche svariati riconoscimenti internazionali.